# Sarıksızoğlu, Ladik
Sarıksızoğlu là một xã thuộc huyện Ladik, tỉnh Samsun, Thổ Nhĩ Kỳ. Dân số thời điểm năm 2010 là 31 người.